# Balkarer
Balkarer är en turkisk folkgrupp som främst återfinns i den ryska delrepubliken Kabardinien-Balkarien i norra Kaukasien. År 2002 uppgick antalet balkarer till 108 500, varav de flesta är sunnitiska muslimer.
I likhet med flera andra kaukasiska folkgrupper deporterades stora delar av balkarerna till Centralasien 1943, men fick möjlighet att återvända 1957, efter Stalins död 1953. Utöver Kabardinien-Balkarien (där balkarerna utgör omkring 20 procent av befolkningen) finns balkariska grupper i Kazakstan, Kirgizistan och även i små områden i Turkiet. Balkarerna talar i regel det turkiska språket balkariska.